# استفان رایش
استفان رایش (انگلیسی: Stefan Reisch؛ زادهٔ ۲۹ نوامبر ۱۹۴۱) بازیکن فوتبال اهل آلمان است.
از باشگاه‌هایی که در آن بازی کرده‌است می‌توان به باشگاه فوتبال کلوب بروژ، باشگاه فوتبال بازل، باشگاه فوتبال نورنبرگ، و باشگاه فوتبال وورتسبورگ کیکرز اشاره کرد.
وی همچنین در تیم‌های ملی فوتبال آلمان بازی کرده‌است.